# アンドリュー・ムーア (野球)
アンドリュー・ジョージ・ムーア（Andrew George Moore, 1994年6月2日 - ）は、アメリカ合衆国オレゴン州レーン郡スプリングフィールド出身のプロ野球選手（投手）。右投右打。現在は、サンディエゴ・パドレス傘下所属。

## 経歴

### プロ入りとマリナーズ時代
2015年のMLBドラフト2巡目（全体72位）でシアトル・マリナーズから指名され、プロ入り。契約後、傘下のA-級エバレット・アクアソックスでプロデビュー。14試合（先発8試合）に登板して1勝1敗、防御率2.08、43奪三振を記録した。
2016年はA+級ベーカーズフィールド・ブレイズとAA級ジャクソン・ジェネラルズでプレーし、2球団合計で28試合に登板して12勝4敗、防御率2.65、133奪三振を記録した。
2017年は開幕をAA級アーカンソー・トラベラーズで迎え、AAA級タコマ・レイニアーズを経て6月21日にメジャー契約を結んでアクティブ・ロースター入りした。メジャーデビューとなった翌22日のデトロイト・タイガース戦では、先発して7回3失点の投球で初登板初勝利を飾った。この年メジャーでは11試合（先発9試合）に登板して1勝5敗、防御率5.34、31奪三振を記録した。

### レイズ傘下時代
2018年5月25日にアレックス・コロメ、デナード・スパンとのトレードで、トミー・ロメロと共にタンパベイ・レイズへ移籍した。
2019年4月29日にDFAとなった。

### ジャイアンツ傘下時代
2019年5月5日にウェイバー公示を経てサンフランシスコ・ジャイアンツへ移籍した。5月11日にDFAとなった。

### マリナーズ復帰
2019年5月17日にウェイバー公示を経てマリナーズへ移籍した。7月14日に40人枠を外れてマイナー契約となった（そのまま傘下のAAA級タコマに配属）。9月13日に自由契約となった。

### レッズ傘下時代
2020年2月14日にシンシナティ・レッズとマイナー契約を結んだ。オフの11月2日にFAとなった。

### タイガース傘下時代
2021年1月16日にタイガースとマイナー契約を結んだ。タイガースでは故障のためA級で1試合登板したのみにとどまり、8月6日に自由契約となった。

### ブルージェイズ傘下時代
2022年6月14日にトロント・ブルージェイズとマイナー契約を結んだ。AAA級バッファロー・バイソンズで4試合、AA級ニューハンプシャー・フィッシャーキャッツで6試合に登板したが、メジャー昇格の機会はなく、8月24日に自由契約となった。

### レッズ傘下時代
トロント・ブルージェイズマイナー球団を退団後、シンシナティ・レッズのマイナー球団で投げた。しかし、メジャー昇格は果たせなかった。

### パドレス傘下時代
2025年5月10日、コナー・ジョーとの金銭トレードで、サンディエゴ・パドレスへ移籍した。

## 投球スタイル
平均91.0mph（約146.5km/h）のフォーシームを投げる割合が半分以上を占め、変化球ではチェンジアップ、カーブ、スライダーを使用する。

## 詳細情報

### 年度別投手成績
| 年 度    | 球 団    | 登 板 | 先 発 | 完 投 | 完 封 | 無 四 球 | 勝 利 | 敗 戦 | セ 丨 ブ | ホ 丨 ル ド | 勝 率 | 打 者 | 投 球 回 | 被 安 打 | 被 本 塁 打 | 与 四 球 | 敬 遠 | 与 死 球 | 奪 三 振 | 暴 投 | ボ 丨 ク | 失 点 | 自 責 点 | 防 御 率 | W H I P |
| -------- | -------- | ----- | ----- | ----- | ----- | -------- | ----- | ----- | -------- | ----------- | ----- | ----- | -------- | -------- | ----------- | -------- | ----- | -------- | -------- | ----- | -------- | ----- | -------- | -------- | ------- |
| 2017     | SEA      | 11    | 9     | 0     | 0     | 0        | 1     | 5     | 0        | 0           | .167  | 243   | 59.0     | 60       | 14          | 8        | 0     | 1        | 31       | 0     | 0        | 36    | 35       | 5.34     | 1.15    |
| 2019     | SEA      | 1     | 1     | 0     | 0     | 0        | 0     | 0     | 0        | 0           | ----  | 20    | 4.2      | 6        | 2           | 1        | 0     | 0        | 2        | 0     | 0        | 4     | 4        | 7.71     | 1.50    |
| MLB：2年 | MLB：2年 | 12    | 10    | 0     | 0     | 0        | 1     | 5     | 0        | 0           | .167  | 263   | 63.2     | 66       | 16          | 9        | 0     | 1        | 33       | 0     | 0        | 40    | 39       | 5.51     | 1.18    |

- 2021年度シーズン終了時

### 年度別守備成績
| 年 度    | 球 団    | 投手（P） | 投手（P） | 投手（P） | 投手（P） | 投手（P） | 投手（P） |
| 年 度    | 球 団    | 試 合     | 刺 殺     | 補 殺     | 失 策     | 併 殺     | 守 備 率  |
| -------- | -------- | --------- | --------- | --------- | --------- | --------- | --------- |
| 2017     | SEA      | 11        | 4         | 6         | 0         | 0         | 1.000     |
| 2019     | SEA      | 1         | 0         | 0         | 0         | 0         | ----      |
| MLB：2年 | MLB：2年 | 12        | 4         | 6         | 0         | 0         | 1.000     |

- 2021年度シーズン終了時

### 背番号
- 48（2017年）
- 59（2019年）